# Тарбая, Гачи Зосимович
Гачи Зосимович Тарбая (1903, село Чхортоли, Сухумский округ, Кутаисская губерния, Российская империя — неизвестно, село Чхортоли, Ткварчельский район, Абхазская АССР, Грузинская ССР) — звеньевой колхоза имени Чарквиани Гальского района, Абхазская АССР, Грузинская ССР. Герой Социалистического Труда (1948).

## Биография
Родился в 1903 году в крестьянской семье в селе Чхортоли Сухумского округа. После окончания местной начальной школы трудился в сельском хозяйстве. Во время коллективизации вступил в колхоз имени Чарквиани Гальского района. В послевоенное время — звеньевой в этом же колхоза.
В 1947 году звено под его руководством собрало в среднем с каждого гектара по 71,9 центнера кукурузы с площади 3 гектара. Указом Президиума Верховного Совета СССР от 21 февраля 1948 года удостоен звания Героя Социалистического Труда за «получение высоких урожаев кукурузы и пшеницы в 1947 году» с вручением ордена Ленина и золотой медали «Серп и Молот» (№ 738).
После выхода на пенсию проживал в селе Чхортоли (с 1994 года — город Чхуартал). Дата смерти не известна.